# Quintetto di Buenos Aires
Quintetto di Buenos Aires 1997 è il titolo di un romanzo dello scrittore Manuel Vázquez Montalbán con protagonista l'investigatore privato Pepe Carvalho, il più celebre personaggio creato dall'autore spagnolo. In Italia ISBN 978-88-07-70112-2

## Trama
Pepe Carvalho parte da Barcellona inviato in Argentina da un suo zio alla ricerca del cugino Raul.
Raul è tornato in sudamerica alla ricerca della figlia Eva Maria, presumibilmente rapita venti anni prima durante il regime della giunta militare guidata da Videla.
La difficile normalizzazione dopo la caduta della dittatura è in corso, la maggior parte dei desaparecidos non è ricomparsa, il mito di un paese prosperoso si è infranto ed addirittura il Tango sta decadendo.
Uno strisciante potere occulto manovra però ancora potenti leve; violenze e tradimenti si succedono mentre Raul, ignaro oggetto delle ricerche di Pepe, segue le tenui tracce di Eva Maria pur essendo ufficialmente in Argentina per riaffermare i propri diritti su alcune sue scoperte zoologiche. Nessuno degli interpreti sembra essere quello che vuole mostrare, ognuno con la sua carica di cattiveria e bontà, vendetta e perdono, orrore e speranza.